# III. Démétriosz szeleukida uralkodó
III. Démétriosz Eukairosz (Δημήτριος Εύκαιρος, ? – Kr. e. 88?) ókori hellenisztikus király, a Szeleukida Birodalom uralkodója (Kr. e. 94–től haláláig), VIII. Antiokhosz Grüposz és Trüphaina gyermeke volt. Pénzérméin a Theosz, a Philopatór, a Philométór, a Kallinikosz, a Szótér és az Euergetész melléknevek egyaránt szerepelnek. 
Az édesapjuk Kr. e. 96-ban bekövetkezett halálát követő polgárháborúk aktív résztvevője volt négy fivérével együtt. IX. Ptolemaiosz Szótér, a ciprusi száműzetésben élő egyiptomi király léptette fel fejedelemként Damaszkusz és Koilé-Szíria vidékén, miközben egyik bátyja, I. Philipposz Philadelphosz már javában harcolt unokatestvérük, X. Antiokhosz Euszebész ellen. (A küzdelemben addigra már két testvérük, VI. Szeleukosz Epiphanész és XI. Antiokhosz Epiphanész is odaveszett.) A Philipposszal összefogó Démétriosz azonban végül diadalt aratott Euszebész felett, aki a velük szövetkező pártusok elleni harcban esett el.
A fivérek megosztoztak Szírián, és Démétriosz önálló uralkodóként megtarthatta kezdeti területeit. A társuralom azonban nem volt tartós, és rövidesen kitört az ellenségeskedés. Az összecsapás sem váratott sokáig magára. Démétriosz fellépett a palesztinai zsidók felett zsarnokian uralkodó Alexandrosz Iannaiosz ellen, akit le is győzött, ám ezután nem nyomult előre, hanem Beroia városába vonult vissza. A város kormányzója, Sztratón azonban Philipposz híve volt, és arab és pártus segédhadakkal körbevette Démétriosz táborát. Az uralkodó végül a táborában jelentkező éhínség miatt kénytelen volt kapitulálni, fivére pedig átadta II. Mithridatész pártus királynak, aki élete végéig udvarában tartotta előkelő foglyát. Bukását követően az ötödik fivér, XII. Antiokhosz Dionüszosz foglalta el damaszkuszi és koilé-szíriai birtokait.